# Mitsubishi G4M
Mitsubishi G4M (яп. 一式陸上攻撃機 — базовий бомбардувальник-торпедоносець флоту Тип 1) — серійний бомбардувальник-торпедоносець Імперського флоту Японії періоду Другої світової війни. Наймасовіший японський бомбардувальник, який використовувався протягом всього періоду війни.
Кодова назва союзників — «Бетті» (англ. Betty). В японських військах, через характерну форму, отримав прізвисько «Хамакі» (яп. 葉巻 — Сигара), а від пілотів союзників — «Запальничка Тип 1» (англ. Type 1 Lighter) через відсутність захисту паливних баків.

## Історія створення
Досвід використання бомбардувальника Mitsubishi G3M в Китаї показав його недостатні оборонні можливості. Спроби підсилити захисне озброєння успіху не принесли через занадто вузький фюзеляж літака. Тому в вересні 1937 року фірмі Mitsubishi було видане замовлення «12-Сі» на розробку нового середнього бомбардувальника. Це мав бути двомоторний літак з екіпажем з 7-9 осіб, оснащений двигунами потужністю 1000 к.с., який мав розвивати швидкість 400 км/г на висоті 3 000 м, мати максимальну дальність без бомбового навантаження — 4 750 км, а з 800-кг торпедою чи бомбами — до 3 650 км. Бомби мали розміщуватись у внутрішньому бомбовідсіку. Захисне озброєння мало бути потужнішим, ніж на G3M. Двигуни — Mitsubishi Kinsey 41 або Mitsubishi Kinsey 42 потужністю 1 000 к.с.
Роботи очолив конструктор Кіро Хонде, який незадовго перед тим повернувся з піврічної поїздки до США, де вивчав досягнення американської авіаційної промисловості. Але розробка G4M затрималась, поки готувалась модернізація літака G3M2.

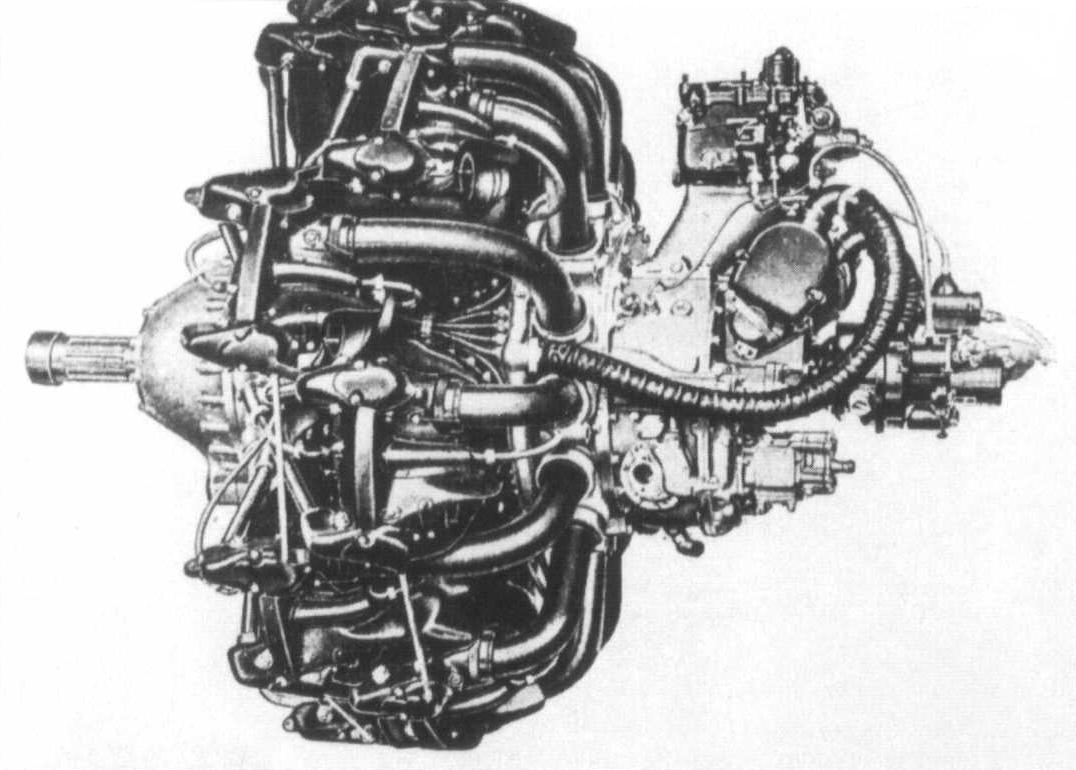
Двигун Kasei 11

Для виконання вимог технічного завдання з розміщення необхідного озброєння конструктори вибрали для фюзеляжу літака сигароподібну форму, набагато більшу, ніж у попередника. Для забезпечення необхідної дальності польоту літак мав брати на борт велику кількість палива, розміщеного як можна ближче до центру мас літака. Тому була вибрана схема середньоплана. Озброєння мало складатись з чотирьох 7,7-мм кулеметів «Тип 92», розташованих в носовій установці, підфюзеляжній башті та в бокових блістерах. У хвостовій частині розміщувалась 20-мм гармата «Тип 99 Модель 1». Бомбове навантаження — 800-кг торпеда або відповідна кількість бомб у бомбовідсіку.
Розрахунки показали, що потужності двох двигунів у 1000 к.с. недостатньо, але у цей час був запущений у виробництво двигун Mitsubishi MK4A-11 «Kasei» потужністю 1 500 к.с., який і був встановлений на літак. Але потужніший двигун, хоча й забезпечував потрібну швидкість, проте потребував більше палива. Об'єм паливних баків було збільшено до 4 900 л, але при цьому довелось відмовитись від їх протектування, що згодом призвело до значних втрат.
В серпні 1938 року було виготовлено повнорозмірний макет, але розробка прототипу відбувалась повільно, оскільки Mitsubishi одночасно розробляла інший важливий проект — A6M «Зеро». Перший прототип піднявся у повітря тільки у жовтні 1939 року. Випробування пройшли успішно, за їх результатами в конструкцію другого прототипу внесли невеликі зміни — трохи збільшили вертикальне оперення, а тримери елеронів обладнали балансирами. Також замість звичних гідроприводів широко використовувались електроприводи, які працювали справно при всіх температурах і висотах.
Флотські випробування пройшли у 1940 році. Літак значно перевищив вимоги технічного завдання, зокрема, показав максимальну швидкість у 444 км/г, а дальність польоту без бомбового навантаження — 5 500 км. Пілоти схвально відгукувались про керованість літака, а команда — про умови роботи.

### G6M
Але флот не поспішав із запуском літака у виробництво — ситуація в Китаї (наступ на Чунцін) вимагала великої кількості бомбардувальників G3M2, а запуск нового літака у виробництво призвів би зриву поставок. Крім того, частина офіцерів вважала, що G3M2 повністю відповідає вимогам флоту.
Оскільки бомбардувальники G3M2 діяли на максимальній дальності і винищувачі Mitsubishi A5M не могли їх прикривати, а Mitsubishi A6M ще не були запущені у виробництво, було вирішено переробили літак у важкий ескортний винищувач, замінивши бомбове навантаження посиленим стрілецьким озброєнням. На літаку, який отримав назву «Винищувач супроводження Тип 1 Модель 11» (або G6M1), встановили один 7,7-мм кулемет в носовій частині, та чотири 20-мм гармати — одну у хвостовій частині, дві в нижній установці та одну для стрільби через бокові вікна у фюзеляжі.
Льотні випробування показали, що G6M1 занадто важкий, щоб утримувати стрій разом з G3M2 після того, як бомбардувальник скине бомби. Тому після випуску наприкінці 1940 року 30 літаків G6M1 їх зняли з виробництва. Вже виготовлені літаки були переобладнані для підготовки льотчиків, отримавши позначення «Великий навчальний морський літак Тип 1» (або G6M1-K), а після переобладнання для транспортування десантників — G6M1-L2.

### G4M1

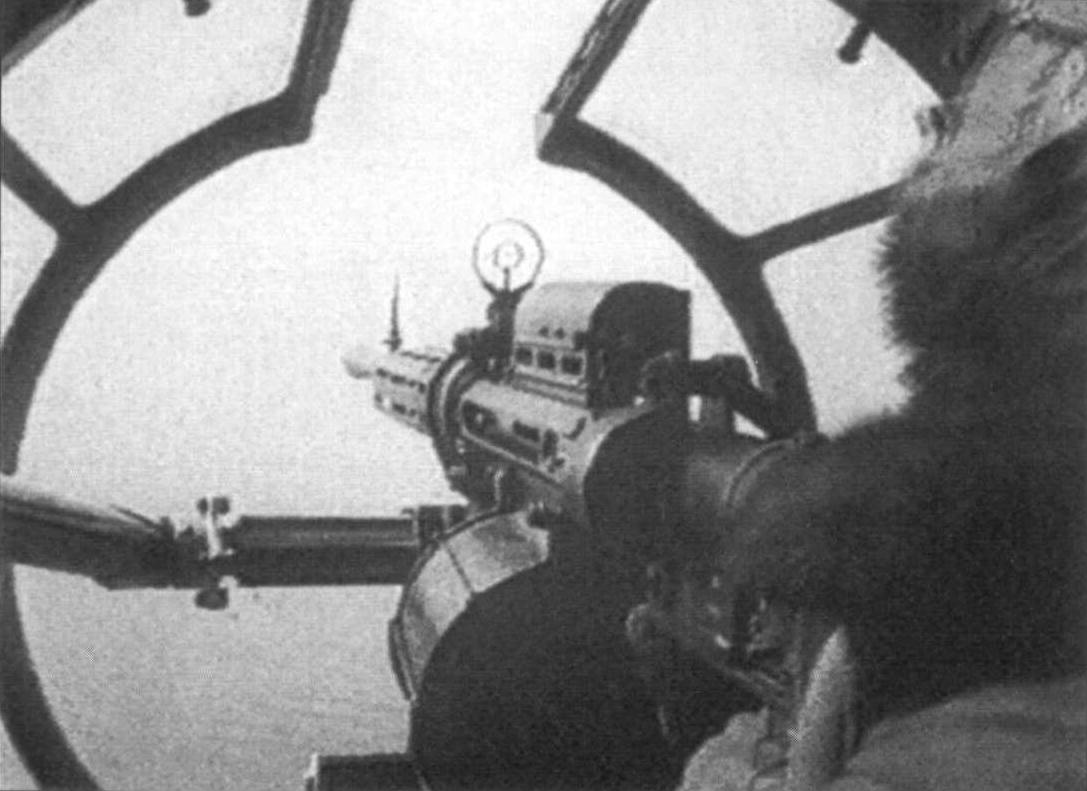
Хвостова турель G4M1

Після невдачі з G6M та прийняття на озброєння Mitsubishi A6M, який мав достатню дальність польоту для прикриття бомбардувальників, флот вирішив запустити G4M1 у серійне виробництво. Перша версія «Модель 11» почала надходити у бойові частини на початку 1941 року. Ця версія практично не відрізнялась від прототипів. «Модель 11» випускалась протягом декількох місяців після початку війни на Тихому океані. Бойові дії показали серйозні недоліки літака, а саме вразливість незахищених паливних баків, а також недостатню максимальну висоту, внаслідок чого літаки уражувались засобами ППО.
Для розв'язання цих проблем була розроблена «Модель 12», в якій були встановлені протектори у вигляді листової гуми, встановлені навколо паливних баків, які, крім того, могли наддуватися відпрацьованими вихлопними газами двигунів. Крім того, на літаку були встановлені нові двигуни Mitsubishi MK4A-11 «Kasei» потужністю 1 280 к.с. на висоті 6 000 м, що дозволило набирати висоту, недосяжну для більшості зенітних гармат союзників. Бокові отвори для кулеметів були замінені на відсувні вікна, а також змінено хвостову турель. Проте такі зміни збільшили масу літака, що погіршило його льотні характеристики, зокрема максимальна швидкість була зменшена на 10 км/год, а максимальна дальність зменшилась на 300 км.
Виробництво варіанта «Модель 12» продовжувалось до січня 1944 року і становило 1 172 машини.

### G4M2

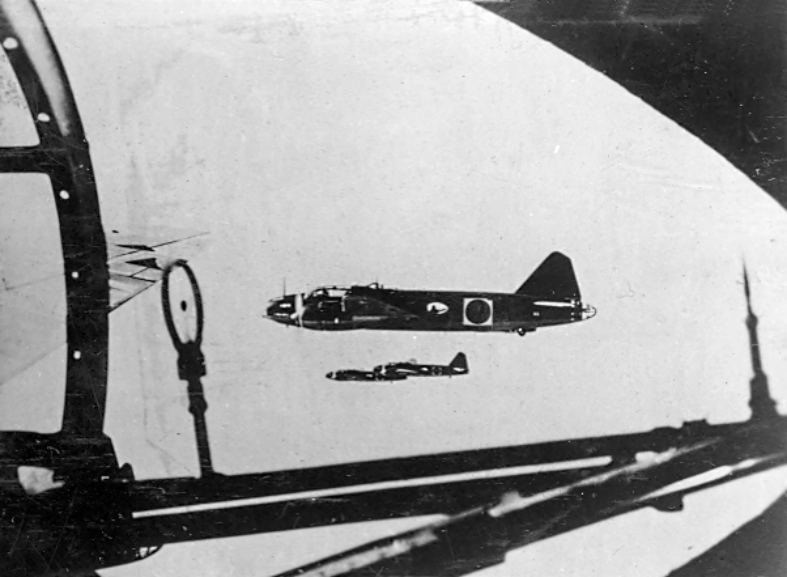
G4M в польоті. Вид з місця бокового стрільця.

У листопаді 1942 року з'явилась перша серйозна модифікація літака G4M. Літак отримав крило з ламінарним профілем, на ньому були встановлені нові двигуни Mitsubishi MK4A-21 «Kasei» потужністю 1850 к.с. з чотирилопатевими гвинтами та додаткові 7,7-мм кулемети у вікнах по боках носової частини. Верхня турель поступилася турелі з дистанційним керуванням. Була збільшена площа засклення носової частини, стабілізаторів, у фюзеляжі була передбачена можливість встановлення додаткового паливного бака на 1 600 л. Бомбовий відсік також був збільшений, внаслідок чого бомбове навантаження зросло до 1000 кг. Літак був запущений у виробництво з червня 1943 року під назвою «Морський бомбардувальник Тип 1 Модель 22» (або G4M2).
G4M2 модель 22 випускався ще в двох варіантах: «модель 22A» в якій бічні кулемети були замінені на 20-мм гармату, і «модель 22B», в якій всі 20-мм «Тип 99 Модель 1» гармати було замінено на новіші «Тип 99 Модель 2».
В кінці 1943 року стало зрозуміло, що проекти по виготовленню новіших бомбардувальників Nakajima G5N і Mitsubishi G7M не будуть завершені вчасно, тому почалась розробка інших модифікацій G4M2 в якості тимчасової заміни. Тому було виготовлено декілька досконаліших моделей:
- G4M2 модель 24 (або G4M2a) оснащувалась двигунами Mitsubishi MK4T-25 «Kasei» потужністю 1 850 к.с. і зміненим бомбовим люком. Випускалась у варіантах G4M2 модель 24A, G4M2 модель 24B з аналогічним озброєнням як в відповідних 22-гих моделях, та G4M2 модель 24C, який мав аналогічне озброєння до 22B, але 7.7 мм кулемет в носі літака був замінений на 13 мм кулемет «Тип 2».
- G4M2b модель 25 виготовлений на базі літака G4M2a модель 24A, оснащений висотними двигунами Mitsubishi MK4V-27 «Kasei» потужністю 1 795 к.с. Під час випробувань у липні 1944 року літак на висоті 6 670 м розвинув швидкість 466 км/г, але через відсутність двигунів у серію не пішов.
- G4M2c модель 26 — модифікація з двигунами Mitsubishi MK4A-27b «Kasei», пристосованими для використання 87-октанового бензину замість 92-октанового.
- G4M2d модель 27 — варіант з двигунами Mitsubishi MK4T-B 25 Ru «Kasei», оснащеними турбокомпресорами.

Після розробки літака-камікадзе Yokosuka MXY7 варіант G4M2a був вибраний як його носій. Він мав доставляти MXY7 на дистанцію запуску. Для цього з літака зняли створки бомболюків та встановили кріплення для MXY7. Літак отримав позначення G4M2e Модель 24J.
Модифікація G4M2 виготовлялась до кінця війни. Було випущено 429 машин.

### G4M3
G4M3 модель 34 — остання серійна модифікація літака, яка випускалась з жовтня 1944 року до кінця війни. На літак встановлювали двигуни Mitsubishi MK4A-25 «Kasei» потужністю 1 850 к.с. Однолонжеронне крило такого самого профілю та площі, як і у попередніх модифікаціях, дозволяло розмістити протектовані паливні баки ємністю 4 490 л, внаслідок чого дальність польоту зменшилась на 600 км, до 2 340 км.
На літаку був встановлений бронезахист членів екіпажу, нова хвостова башта, а також радар.
Два літака G4M3 в січні 1945 року були модифіковані для використання двигунів Mitsubishi MK4T-B 25b Ru «Kasei» з турбокомпресорами. Це були прототипи моделі G4M3 модель 36, випробування яких так і не завершились до кінця війни.
Всього було випущено 2 435 літаків G4M усіх модифікацій.

### MXY11
Наприкінці війни японці зазнавали серйозних втрат літаків внаслідок бомбардування американською авіацією. Щоб зменшити втрати, крім маскування, виготовлялись дерев'яні макети-фальшиві цілі, щоб увести в оману американські розвідники та бомбардувальники. Макет G4M виготовлявся в Йокосуці, і отримав назву «Наземний макет бомбардувальника Тип 1» (або MXY11).

## Модифікації
- G4M — прототипи

- G4M1
  - G4M1 Модель 11 — перша серійна модифікація
  - G4M1 Модель 12 — серійна модифікація з двигунами Mitsubishi MK4P Kasei 21 потужністю 1 800 к.с. та протектованими паливними баками

- G4M2
  - G4M2 Модель 22 — базова модифікація з двигунами Mitsubishi MK4P-21 «Kasei» потужністю 1 800 к.с. (274 екз.)
  - G4M2 Модель 22A — варіант з 20-мм гарматою замість 7,7-мм кулемета в середній частині фюзеляжу (5 екз.)
  - G4M2 Модель 22B — 20-мм гармати «Тип 99 Модель 2» замість «Тип 99 Модель 1».
  - G4M2a Модель 24 — варіант з двигунами Mitsubishi MK4T-25 «Kasei» потужністю 1 850 к.с. (14 екз.)
    - G4M2A Модель 24A — варіант з озброєнням, як у «Моделі 22A» (15 екз.)
    - G4M2A Модель 24B — варіант з озброєнням, як у «Моделі 22B» (171 екз.)
    - G4M2A Модель 24C — носовий 7,7-мм кулемет замінений на 13-мм «Тип 2»

  - G4M2b Модель 25 — літак «модель 24A», переобладнаний двигунами Mitsubishi MK4V-27 «Kasei» потужністю 1 795 к.с. (1 екз.)
  - G4M2c Модель 26 — переобладнаний літак «Модель 24B», на якому випробовувались двигуни Mitsubishi MK4T-B 25 Ru «Kasei» турбокомпресорами (2 екз.)
  - G4M2d Модель 27 — дослідний літак G4M2 з двигунами Mitsubishi MK4T-B 25b «Kasei» (1 екз.)
  - G4M2e Модель 24J — літак-носій для Yokosuka MXY7 Ohka
  - MXY11 (Бомбардувальник-макет морський Тип 1) — дерев'яний макет-фальшива ціль, виготовлявся в Йокосуці

- G4M3
  - G4M3 Модель 34 — модифікація з протектованими паливними баками, бронюванням кабіни пілотів.
  - G4M3a Модель 34A — транспортний та протичовновий літак
  - G4M3 Модель 36 — прототип, оснащений двигунами Mitsubishi MK4-T Kasei 25b Ru

- G6M — «Винищувач супроводження Тип 1 Модель 11» (30 екз.)
- G6M1-K — навчальний літак, переобладнаний з G6M
- G6M1-L2 — транспортний літак, переобладнаний з G6M

## Історія використання

### Бойові дії в Китаї
Перші 27 літаків G4M надійшли у авіазагін «Такао», розміщені на Тайвані. Після тренувань, 25 червня 1941 року вони були передислоковані в Ханькоу, звідки здійснювали бомбардування Чунціна, Ченду та інших міст в провінції Сичуань. Вони декілька разів стикались з китайськими винищувачами, але завдяки потужному захисному озброєнню не зазнали втрат. Після закінчення бойових дій 1-2 вересня 1941 року літаки були повернені на Тайвань, де почали готуватись до нової війни.

### Війна на Тихому океані
Перед початком війни на Тихому океані японські літаки, в тому числі G4M, здійснювали розвідувальні польоти нам американськими позиціями на Філіппінах та островом Вейк. Повністю укомплектованими новими G4M було тільки два авіазагони — вже згаданий «Такао», і «Каноя», який був розміщений в Індокитаї.

#### Філіппіни

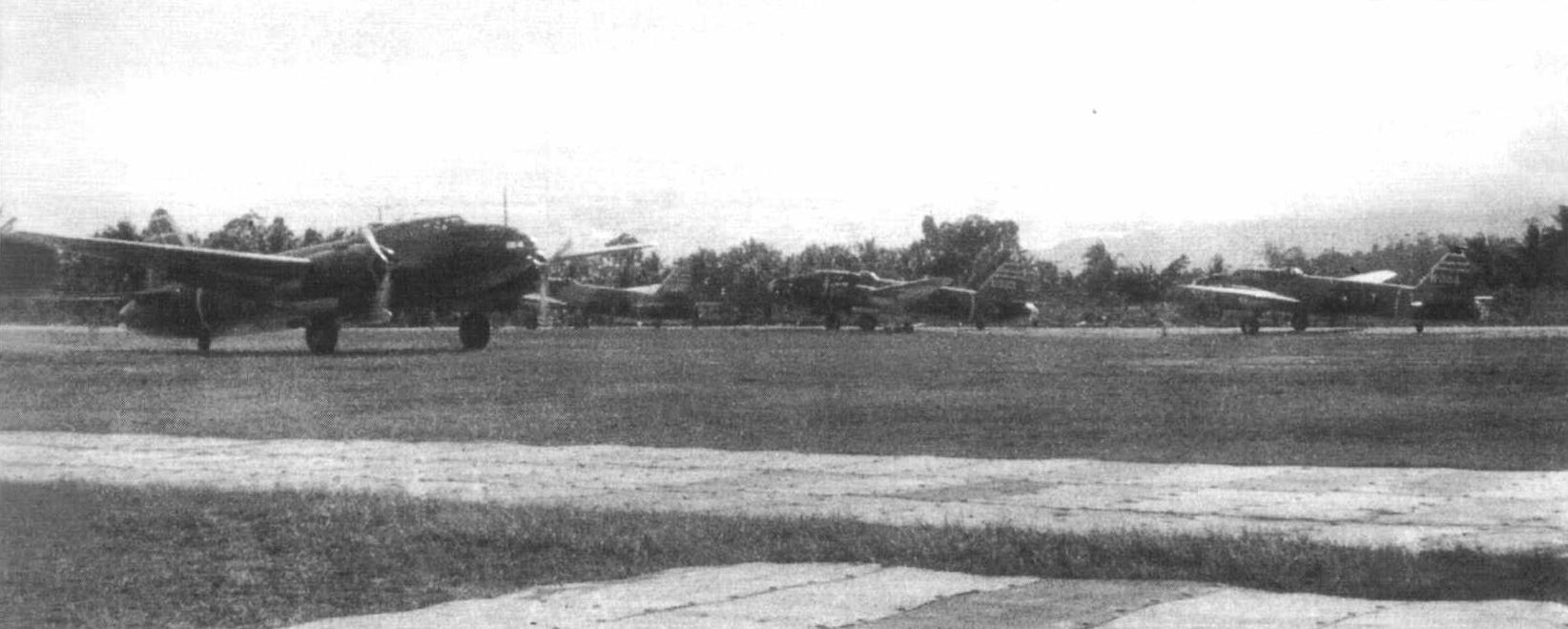
G4M на Мінданао, Філіппіни

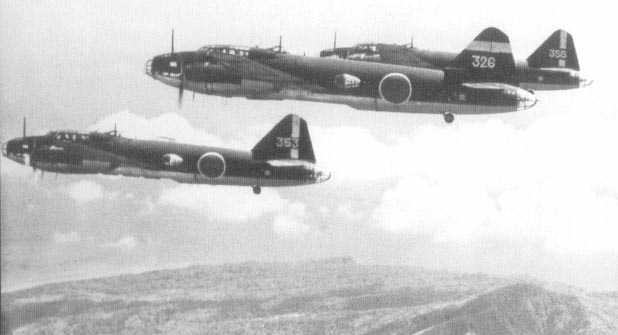
G4M в польоті

Японське командування спочатку розглядало можливість удару по американських базах на Філіппінах з використанням палубної авіації. Але досвід наддальніх польотів G4M та A6M у нічний час над морськими просторами, набутий під час бойових дій в Китаї, показав, що японська авіація наземного базування цілком здатна завдати ударів по Філіппінах з аеродромів на Тайвані, і таким чином, авіаносці можуть бути задіяні в інших операціях.
8 грудня 1941 року літаки G4M завдали ударів по американських аеродромах на о. Лусон на Філіппінах. Виліт затримався через туман, і американці вже знали про напад на Перл-Гарбор, але японські літаки з'явились над цілями, коли американські винищувачі приземлились для дозаправки. В результаті атаки 80 винищувачів було знищено на землі, ще 13 збили у повітрі. втрати японців — 7 A6M та 1 G4M.
9 грудня відбулись нальоти на Манілу та Кавіте, під час яких були знищені торпедні арсенали (що залишило американський флот на Філіппінах практично без боєприпасів) та декілька суден. В наступні дні японці бомбардували американські позиції, прикриваючи свої десанти. Коли були захоплені аеродроми на Філіппінах, на них почали базуватись армійські бомбардувальники Mitsubishi Ki-21, а G4M були перекинуті на інші ділянки фронту.

#### Бій біля Куантана
Передчуваючи неминучість війни, британський флот направив у Сінгапур «З'єднання Z», яке складалось з лінкора «Prince of Wales», лінійного крейсера «Repulse» та 4 есмінців — «Електра», «Експрес», «Тенедос» і австралійського «Вампір», яким командував контр-адмірал Томас Філліпс. Це з'єднання становило серйозну загрозу планам японців. На його нейтралізацію були кинуті великі сили японської авіації.
10 грудня 1941 року з'єднання, яке вирушило з Сінгапуру на перехоплення японських десантів, було помічене японськими розвідувальними літаками. На перехоплення вилетіли 60 літаків G3M, озброєних бомбами та торпедами, та 28 G4M авіазагону «Каноя», озброєних торпедами. В результаті атаки обидва британські кораблі були потоплені. Втрата кораблів дозволила японцям незабаром захопити Малайю та Сінгапур.

#### Малайя та Сінгапур
Після знищення «З'єднання Z» японська бомбардувальна авіація здійснювала прикриття висадки десантів на Малайському півострові та на Борнео. З 3 січня 1942 року вони розпочали бомбардування Сінгапуру. До кінця січня опір британської авіації був придушений, і G4M переключились на знищення суден постачання.
З січня 1942 року G4M бомбардували об'єкти на Яві, у лютому бомбардували Сурабаю. Незважаючи на відсутність супроводу винищувачів, втрати G4M були незначними. 19 лютого G4M разом з G3M здійснили наліт на Порт-Дарвін.
Після захоплення Рабаула на ньому була створена авіабаза, на яку передислокували 4-й авіазагін озброєний в тому числі і G4M. Але їх перше використання виявилось невдалим — 20 лютого, при нальоті на авіаносець «Лексінгтон» 15 з 17 літаків G4M були втрачені.

#### Нова Гвінея

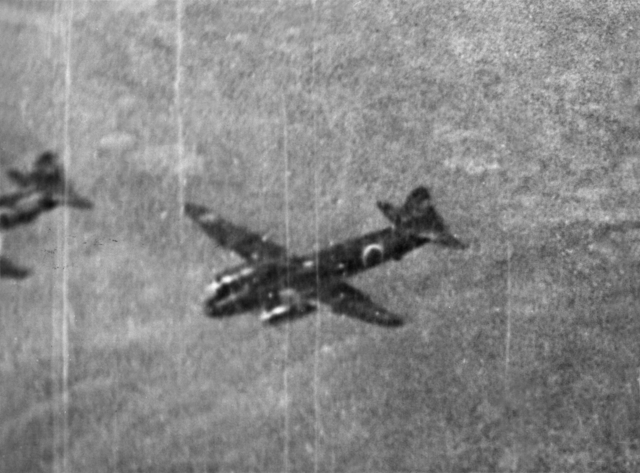
G4M над Дарвіном

Після придушення опору на Філіппінах, Яві та Борнео головним театром військових дій для G4M стала Нова Гвінея. 7 травня 1942 року літаки, розміщені на Рабаулі, взяли участь у битві в Кораловому морі. Вони атакували американські кораблі, не добившись успіху та втративши 6 літаків.
Надалі основними задачами G4M були бомбардування аеродромів біля Порт-Морсбі. Частини, розташовані на Тиморі, періодично бомбардували північне узбережжя Австралії.
Японці практично досягли Порт-Морсбі, але у зв'язку невдачами в боях за Гуадалканал не могли виділяти достатню кількість літаків на обидва фронти. Літаки були перекинуті на Гуадалканал. Тому 25 вересня японські війська, маючи проблеми з постачанням та позбавлені авіаційної підтримки, почали відступ, який зрештою завершився втратою Нової Гвінеї.

#### Гуадалканал

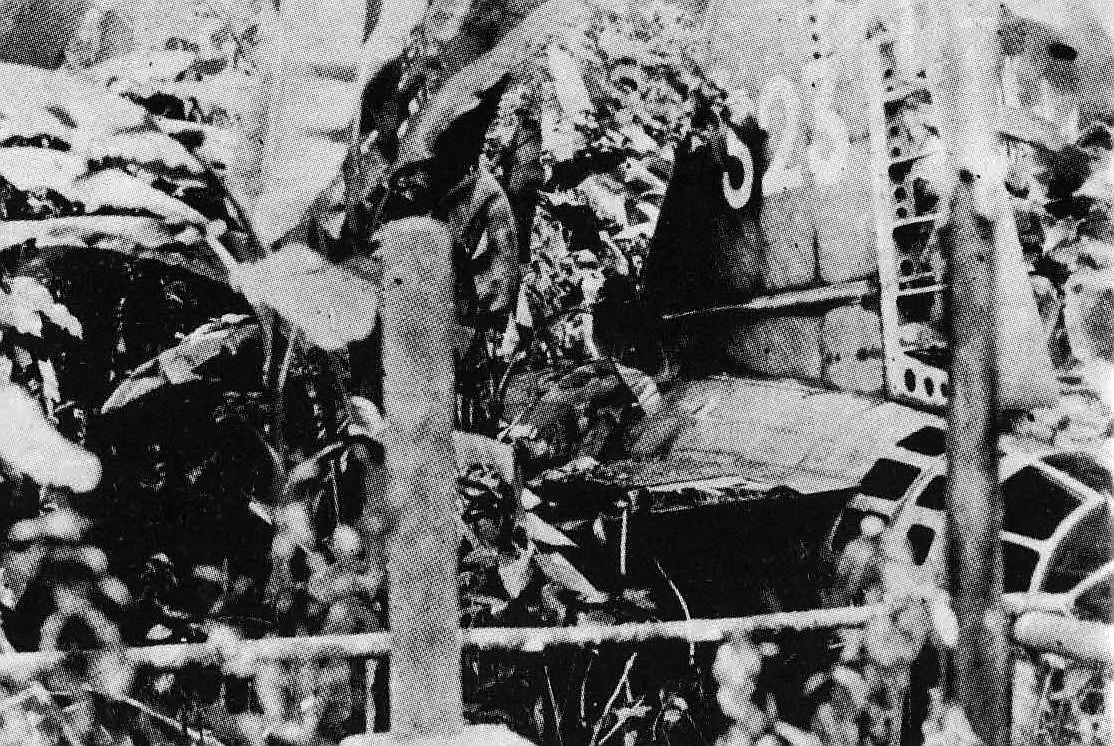
Рештки літака G4M, на якому загинув адмірал Ямамото

З середини серпня 1942 року основні сили бомбардувальної авіації наземного базування, в тому чисті G4M, брали участь в боях за Гуадалканал. У виснажливих боях, які тривали до кінця року, японці зазнали значних втрат — близько 100 літаків G4M. Крім того, давалась взнаки і відсутність підготовлених аеродромів — бомбардувальники та винищувачі супроводу літали винятково з Рабаула та Кавіенга, здійснюючи тільки один виліт в день, оскільки рейд в обидва кінці займав 6 з половиною годин.
Також серйозною проблемою була вразливість літаків. Саме в боях на Гуадалканалі G4M отримав прізвисько «Запальничка», оскільки літаки з непротектованими паливними баками легко спалахували. Щоб якось зменшити втрати, японці здійснювали бомбометання з висот більше 8 000 м. Хоча основними цілями G4M були сухопутні бази, деколи вони використовувались в ролі торпедоносців, зокрема 27 січня 1943 року G4M 705 і 751-го авіазагонів торпедною атакою потопили важкий крейсер «Чикаго».
У квітні 1943 року японці здійснили операцію I-Go — серію масованих нальотів на аеродроми противника в Новій Гвінеї та Соломонових островах з надією переломити ситуацію. Але операція успіху не принесла, японці зазнали важких втрат. Зокрема, 18 квітня 1943 року американські винищувачі збили 2 літаки G4M 705-го авіазагону, на одному з яких перебував командувач Імперського флоту Японії, адмірал Ісороку Ямамото, який здійснював інспекційну поїздку на Нову Гвінею та Соломонові острови.

#### Наступ американців
Коли восени 1943 року розпочались американські десантні операції на Соломонових островах та східному узбережжі Нової Гвінеї, основні сили бомбардувальників були кинуті на протидію десантним з'єднанням. Панування противника у повітрі призводило до значних втрат японських літаків, зокрема 22 вересня з місії повернувся тільки один G4M з восьми.
У листопаді 1943 року розпочалась висадка американців на острови Гілберта.
G4M діяли в основному як торпедоносці. Зокрема, 20 листопада був торпедою пошкоджений авіаносець «Індепенденс», але японці не змогли завадити висадці десанту.
18 лютого 1944 року американці завдали масованого бомбового удару по аеродрому японців на о. Трук, знищивши багато літаків. Але вцілілі машини були відправлені навздогін та змогли пошкодити авіаносець «Інтрепід».
У наступні місяці основними задачами частин, озброєних G4M, була протидія американським десантним операціям. У липні 1944 року 5 авіазагонів озброєних G4M брали участь у битві за Маріанські острови. Восени G4M в складі чотирьох авіазагонів (752, 761, 762 і 763-й) воювали на Філіппінах, але до січня 1945 року у японських частинах на Філіппінах не залишилось боєздатних G4M. 761-й і 763-й авіазагін були розформовані, 752-й переведений на японські острови, а 762-й переозброювався на P1Y.
У лютому-березні 1945 року G4M 704-го авіазагону здійснювали нальоти на Іодзіму. До цього часу боєздатними залишались тільки чотири бойові авіазагони і один розвідувальний.

#### Атаки камікадзе

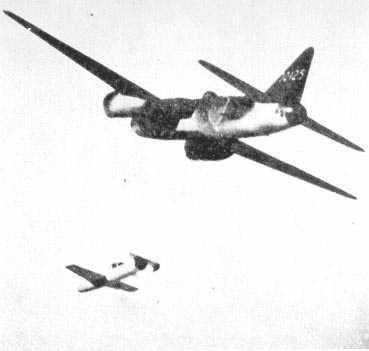
Запуск Yokosuka MXY7 Ohka з борта G4M2

Навесні 1945 року основною тактикою боротьби з американським флотом стали атаки камікадзе. Літаки G4M також залучались до цих атак, але більш ефективним було визнано використання літака як носія літака-ракети Yokosuka MXY7 Ohka. Підготовка екіпажів літаків для виконання цього прийому завершилась у лютому, а перше застосування відбулось 21 березня 1945 року. Воно завершилось повним провалом — всі 15 літаків G4M спеціального 721-го авіазагону, які намагались вийти на дистанцію запуску до американського авіаносного з'єднання, були збиті, не випустивши жодного снаряду MXY7.
1 квітня 1945 року, з початком битви за Окінаву, 3 літаки G4M зуміли запустити MXY7. Один зі снарядів пошкодив лінкор «Західна Вірджинія». 12 квітня літаками-ракетами MXY7 був потоплений один та пошкоджені два есмінці. Надалі літаки G4M ще декілька разів залучались до атак MXY7 (востаннє 22 червня 1945 року), але жодного американського корабля знищити не вдалось, лише декілька кораблів були пошкоджені. Головною причиною невдач була невелика дальність польоту MXY7 — 36 км, що не давало змоги забезпечити прикриття винищувачами.

#### Завершення служби

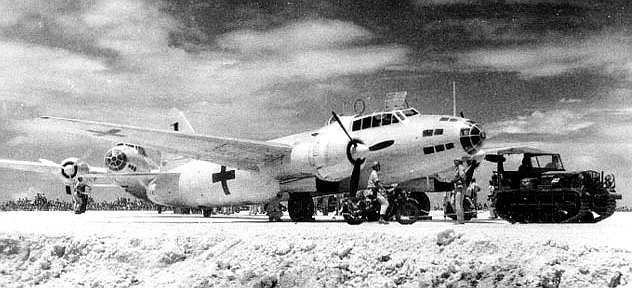
G4M на острові Іесіма, що доставили делегацію.

Останньою операцією G4M була доставка 19 серпня 1945 року на острів Іесіма японської делегації для участі у переговорах про капітуляцію. Виконали цю місію два літаки, які, щоб уникнути ураження внаслідок помилки, були пофарбовані у білий колір, з зеленими хрестами на крилах та фюзеляжі.

### Післявоєнне використання
Після закінчення Другої світової війни декілька захоплених літаків G4M використовувались індонезійськими повстанцями проти голландських військ, а також ВПС Китаю.
Як мінімум один захоплений літак використовувався ВПС Великої Британії, і один літак використовувався ВПС США..

## Тактико-технічні характеристики

### Технічні характеристики
|                         | G4M1 модель 11                | G4M2 модель 22                | G4M3 модель 34                | G6M1                          |
| ----------------------- | ----------------------------- | ----------------------------- | ----------------------------- | ----------------------------- |
| Екіпаж                  | 7 осіб                        | 7 осіб                        | 7 осіб                        | 10 осіб                       |
| Довжина                 | 20 м                          | 20 м                          | 19,5 м                        | 20 м                          |
| Висота                  | 6 м                           | 6 м                           | 6 м                           | 6 м                           |
| Розмах крил             | 25 м                          | 25 м                          | 25 м                          | 25 м                          |
| Площа крил              | 78.13 м²                      | 78.13 м²                      | 78.13 м²                      | 78.13 м²                      |
| Маса пустого            | 6 800 кг                      | 8 160 кг                      | 8 350 кг                      | 7 000 кг                      |
| Маса спорядженого       | 9 500 кг                      | 12 500 кг                     | 12 500 кг                     | 9 500 кг                      |
| Максимальна злітна маса | 12 860 кг                     | -                             | -                             | -                             |
| Навантаження на крило   | 121.6 кг/м²                   | 160 кг/м²                     | 160 кг/м²                     | 121.6 кг/м²                   |
| Двигуни                 | 2 × Mitsubishi MK4A Kinsei 11 | 2 × Mitsubishi MK4P Kinsei 21 | 2 × Mitsubishi MK4T Kinsei 25 | 2 × Mitsubishi MK4A Kinsei 11 |
| Потужність              | 2 × 1 530 к. с.               | 2 × 1 800 к. с.               | 2 × 1 825 к. с.               | 2 × 1 530 к. с.               |
| Питома потужність       | 3.1 кг/к.с.                   | 3.5 кг/к.с.                   | 3.4 кг/к.с.                   | 3.1 кг/к.с.                   |
| Максимальна швидкість   | 430 км/г (на висоті 4200 м)   | 440 км/г (на висоті 4600 м)   | 470 км/г (на висоті 5150 м)   | -                             |
| Крейсерська швидкість   | 315 км/г                      | 315 км/г                      | 315 км/г                      | -                             |
| Практична дальність     | 2 852 км                      | -                             | -                             | -                             |
| Максимальна дальність   | 6 030 км                      | 6 060 км                      | 6 200 км                      | -                             |
| Практична стеля         | -                             | 8 950 м                       | 9 220 м                       | -                             |
| Час набору висоти       | 7000 м за 18 хв.              | 8000 м за 30 хв. 24 с.        | 7000 м за 20 хв. 10 с.        | -                             |

### Озброєння
|                                                                               | Носова турель                                 | Верхня турель                   | Бічні турелі                        | Хвостова турель                 | Бомбове навантаження                          |
| ----------------------------------------------------------------------------- | --------------------------------------------- | ------------------------------- | ----------------------------------- | ------------------------------- | --------------------------------------------- |
| G4M G4M1 модель 11 G4M1 модель 12                                             | 7.7 мм кулемет «Тип 92»                       | 7.7 мм кулемет «Тип 92»         | 2 × 7.7 мм кулемет «Тип 92»         | 20 мм гармата «Тип 99 модель 1» | 800-кг торпеда або 800-кг бомб                |
| G4M2 модель 22 G4M2a модель 24 G4M2b модель 25 G4M2d модель 27 G4M3 модель 34 | 2 × 7.7 мм кулемет «Тип 92»                   | 20 мм гармата «Тип 99 модель 1» | 2 × 7.7 мм кулемет «Тип 92»         | 20 мм гармата «Тип 99 модель 1» | 858-кг торпеда або до 1000-кг бомб            |
| G4M2 модель 22A G4M2a модель 24A G4M3 модель 34A                              | 2 × 7.7 мм кулемет «Тип 92»                   | 20 мм гармата «Тип 99 модель 1» | 2 × 20 мм гармата «Тип 99 модель 1» | 20 мм гармата «Тип 99 модель 1» | 858-кг торпеда або до 1000-кг бомб            |
| G4M2 модель 22B G4M2a модель 24B G4M2c модель 26 G4M3 модель 36               | 2 × 7.7 мм кулемет «Тип 92»                   | 20 мм гармата «Тип 99 модель 2» | 2 × 20 мм гармата «Тип 99 модель 2» | 20 мм гармата «Тип 99 модель 2» | 858-кг торпеда або до 1000-кг бомб            |
| G4M2a модель 24C                                                              | 13 мм кулемет «Тип 2» 7.7 мм кулемет «Тип 92» | 20 мм гармата «Тип 99 модель 2» | 2 × 20 мм гармата «Тип 99 модель 2» | 20 мм гармата «Тип 99 модель 2» | 858-кг торпеда або до 1000-кг бомб            |
| G6M1                                                                          | 7.7 мм кулемет «Тип 92»                       | -                               | 2 × 7.7 мм кулемет «Тип 92»         | 20 мм гармата «Тип 99 модель 1» | Підвішені 2 × 20 мм гармати «Тип 99 модель 1» |

## Оператори
Японська імперія
- Авіація імперського флоту Японії
  - 1-й авіазагін
  - 4-й авіазагін
  - Авіазагін Чітосе
  - Авіазагін Ґензан
  - Авіазагін Каноя
  - Авіазагін Кісаразу
  - Авіазагін Місава
  - Авіазагін Такао
  - Авіазагін Йокусука
  - 702-й авіазагін
  - 705-й авіазагін
  - 706-й авіазагін
  - 721-й авіазагін
  - 722-й авіазагін
  - 751-й авіазагін
  - 752-й авіазагін
  - 753-й авіазагін
  - 755-й авіазагін
  - 761-й авіазагін
  - 762-й авіазагін
  - 763-й авіазагін
  - 765-й авіазагін
  - 951-й авіазагін
  - 1021-й авіазагін

 КНР

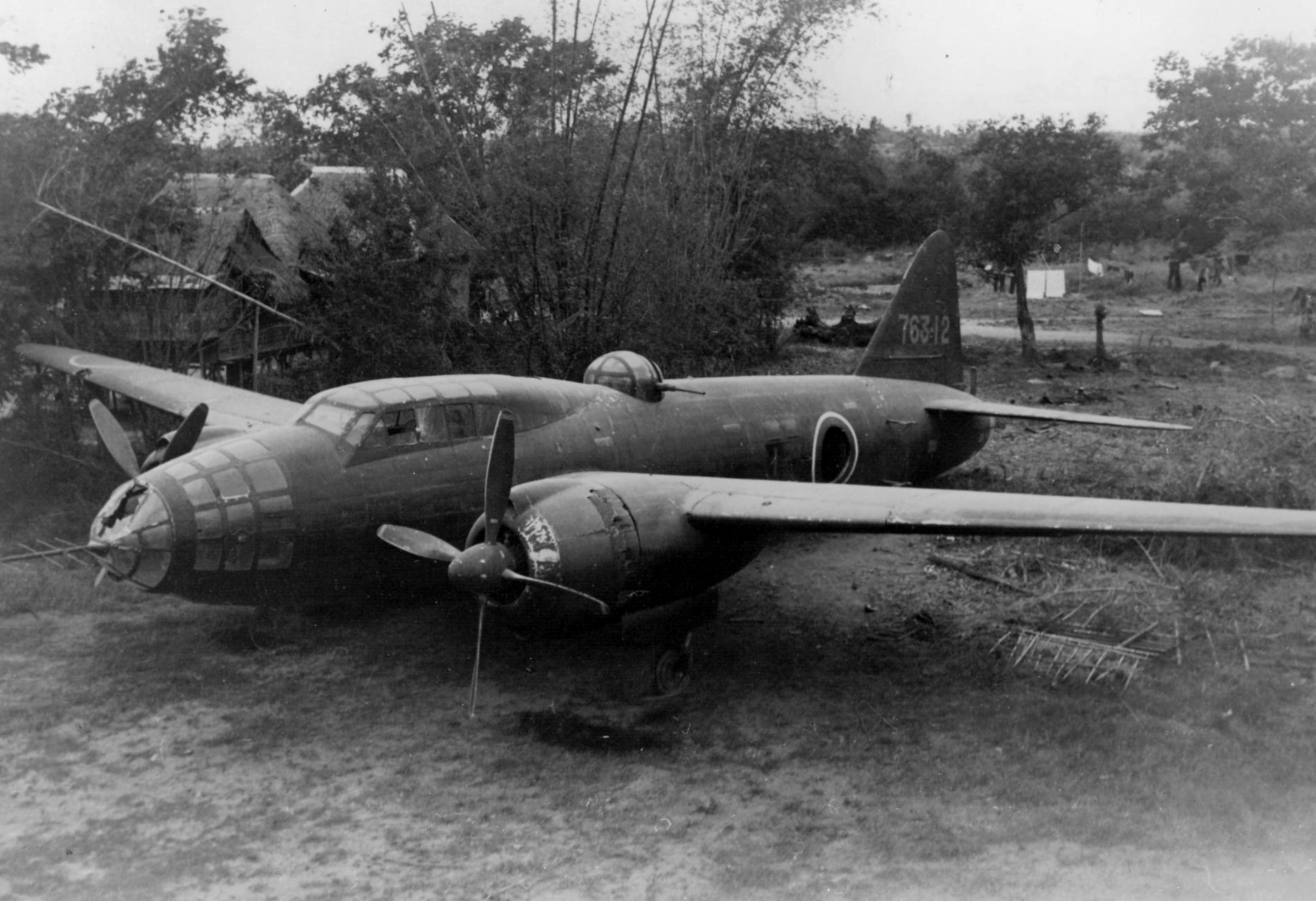
G4M2a 763 авіазагону. Добре помітно антену радара в носі літака.

- Повітряні сили Китайської Народної Республіки

 Індонезія
- Національна армія Індонезії

 Велика Британія
- ВПС Великої Британії

 США
- ВПС США

## Вцілілі екземпляри
Після закінчення війни вся японська авіація, в тому числі G4M, була знищена американцями. Єдиний вцілілий екземпляр знаходиться у США, в музеї авіації в Санта-Моніці.
Залишки одного з літаків є в музеї в Чино (Каліфорнія).
Окремі частини літаків зберігаються в Токіо та Дарвіні..

## Характеристика проекту
G4M був наймасовішим японським бомбардувальником часів Другої світової війни. Він мав величезну дальність польоту та серйозне захисне озброєння, але незначне бомбове навантаження. Крім того, спочатку на ньому взагалі були відсутні бронезахист членів екіпажу та протектування паливних баків, що робило літак досить вразливим.